# Феодора Гогенлое-Лангенбурзька (1839—1872)
Феодора Гогенлое-Лангенбурзька (нім. Feodora zu Hohenlohe-Langenburg), повне ім'я Феодора Вікторія Адельгейда Гогенлое-Лангенбурзька (нім. Feodora Victoria Adelheid zu Hohenlohe-Langenburg), 7 липня 1839 — 10 лютого 1872) — принцеса Гогенлое-Лангенбурзька, донька князя Гогенлое-Лангенбургу Ернста I та принцеси Лейнінгенської Феодори, дружина герцога Саксен-Майнінгену Георга II.

## Біографія
Феодора народилася 7 липня 1839 року у Штутгарті. Вона була шостою дитиною та третьою донькою в родині князя Гогенлое-Лангенбургу Ернста I та його дружини Феодори Лейнінгенської. Дівчинка мала старших братів: Карла, Германа та Віктора Франца й сестер: Елізу та Адельгейду.
У 19 років Феодора взяла шлюб із 32-річним кронпринцем Саксен-Майнінгену Георгом. Наречений був удівцем і дуже сумував за першою дружиною, яка пішла з життя за три роки до цього. Від першого шлюбу він мав двох малолітніх дітей і шукав жінку, яка б замінила їм матір. Феодору він зустрів по дорозі до Італії, і майже відразу було оголошено про їхні заручини.
Весілля відбулося 23 жовтня 1858 року у Лангенбурзі. У подружжя народилося троє синів. Шлюб, однак, не став гармонійним. Георг так і не зміг змиритися із смертю Шарлотти. Феодора до того ж не мала художніх чи інтелектуальних талантів. Не зважаючи на це, Георг намагався стимулювати її розвиток. Для Феодори читалися лекції, вона брала уроки малювання та вивчала історію. Матір дівчини схвалила такий підхід, назвавши його «дуже мудрим». Проте Георг швидко зрозумів, що нова дружина ніколи не стане такою дотепною і розумною, як попередня.
Після смерті молодшого сина Феодора намагалася якомога менше часу проводити в Майнінгені. Наступного року її чоловік став правлячим герцогом Саксен-Майнінгену. Не зважаючи на розбіжності, він продовжував кохати дружину.
У січні 1872 року Феодора захворіла на скарлатину. Георг був щиро схвильованим і слав телеграми її матері двічі на день. 10 лютого герцогиня пішла з життя. Поховали її на парковому цвинтарі Майнінгена поруч із сином.

## Родина

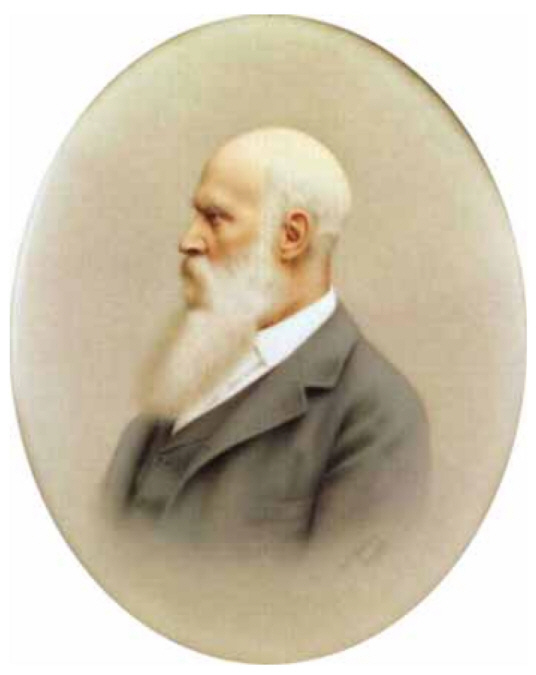
Портрет Георга у пізні роки життя

Чоловік — Георг ІІ, герцог Саксен-Майнінгенський
Діти:
- Ернст (1859—1941) — голова дому Саксен-Майнінген у 1928—1941 роках, був морганатично одруженим із Катаріною Єнсен, мав шістьох дітей;
- Фрідріх (1861—1914) — був одруженим із графинею Адельгейдою Ліппе-Бістерфельдсбкою, мав шістьох дітей;
- Віктор (14—17 травня 1865) — прожив 3 дні.